# Hector Leroux
Louis Héctor Leroux (ur. 27 grudnia 1829 w Verdun, zm. 11 listopada 1900 w Angers) – francuski malarz. Reprezentował malarstwo akademickie, malował sceny z życia starożytnych Greków i Rzymian.

## Życiorys
Początkowo pracował jako perukarz, jednocześnie uczęszczając na kurs rysunku w miejskiej szkole artystycznej. Zdobył kilka nagród artystycznych, które zapewniły mu środki finansowe na dalsze kształcenie. W 1849 roku wstąpił do École nationale supérieure des beaux-arts. W latach 1857–1874 przebywał w Rzymie. 1857 roku zdobył drugą nagrodę w Prix de Rome. Na zlecenie rządu francuskiego malował kopie dzieł sztuki starożytnej. Po 1874 roku podróżował po Włoszech, Grecji, Azji Mniejszej, Turcji i Egipcie, okazjonalnie wracając do Paryża.
Jako artysta malarz tworzył sceny z życia starożytnych Greków i Rzymian, a także sporadyczne tematy historyczne lub biblijne. Jego córka Laura Leroux również była malarką.